# Conta su di me (film 2000)
Conta su di me (You Can Count on Me) è un film del 2000 diretto da Kenneth Lonergan.

## Trama
Sammy Prescott, giovane madre divorziatasi poco dopo il matrimonio, vive con il figlio Rudy di otto anni a Scottville, cittadina dello stato di New York. Quando il fratello Terry, impulsivo e inaffidabile ma anche buono e sensibile, ritorna da una lunga assenza, Sammy è ben felice di rivederlo e di accoglierlo in casa. Terry, con un modo di fare diretto e comunicativo, conquista presto la simpatia e l'affetto di Rudy, bisognoso di una figura paterna. Alcuni suoi comportamenti irresponsabili preoccupano però Sammy, che nel frattempo oscilla sentimentalmente tra il capo ufficio Brian e l'amico Bob, inducendola ad allontanare da casa il fratello. Si separeranno a malincuore ma con la consapevolezza di fare la cosa più giusta per entrambi. Commedia dolce amara sui rapporti affettivi di vario genere e sui loro risvolti psicologici.

## Riconoscimenti
- 2001 - Premio Oscar
  - Candidatura alla miglior attrice a Laura Linney
  - Candidatura alla migliore sceneggiatura a Kenneth Lonergan
- 2001 - Independent Spirit Award
  - Miglior sceneggiatura a Kenneth Lonergan
  - Miglior film d'esordio